# La Tâche
 La Tâche  es una población y comuna francesa, en la región de Poitou-Charentes, departamento de Charente, en el distrito de Angoulême y cantón de Mansle.

## Demografía
| 136 | 104 | 99 | 83 | 103 | 95 |
| Para los censos de 1962 a 1999 la población legal corresponde a la población sin duplicidades (Fuente: INSEE [Consultar]) |     |    |    |     |    |